# Liptena sauberi
Liptena sauberi is een vlinder uit de familie van de Lycaenidae. De wetenschappelijke naam van de soort is voor het eerst geldig gepubliceerd in 1912 door Schultze.